# Anna-Sophianeum
Das Anna-Sophianeum ist ein Gymnasium in Schöningen in Niedersachsen, mit heutigem Standort in der Elmstraße 21.

## Geschichte

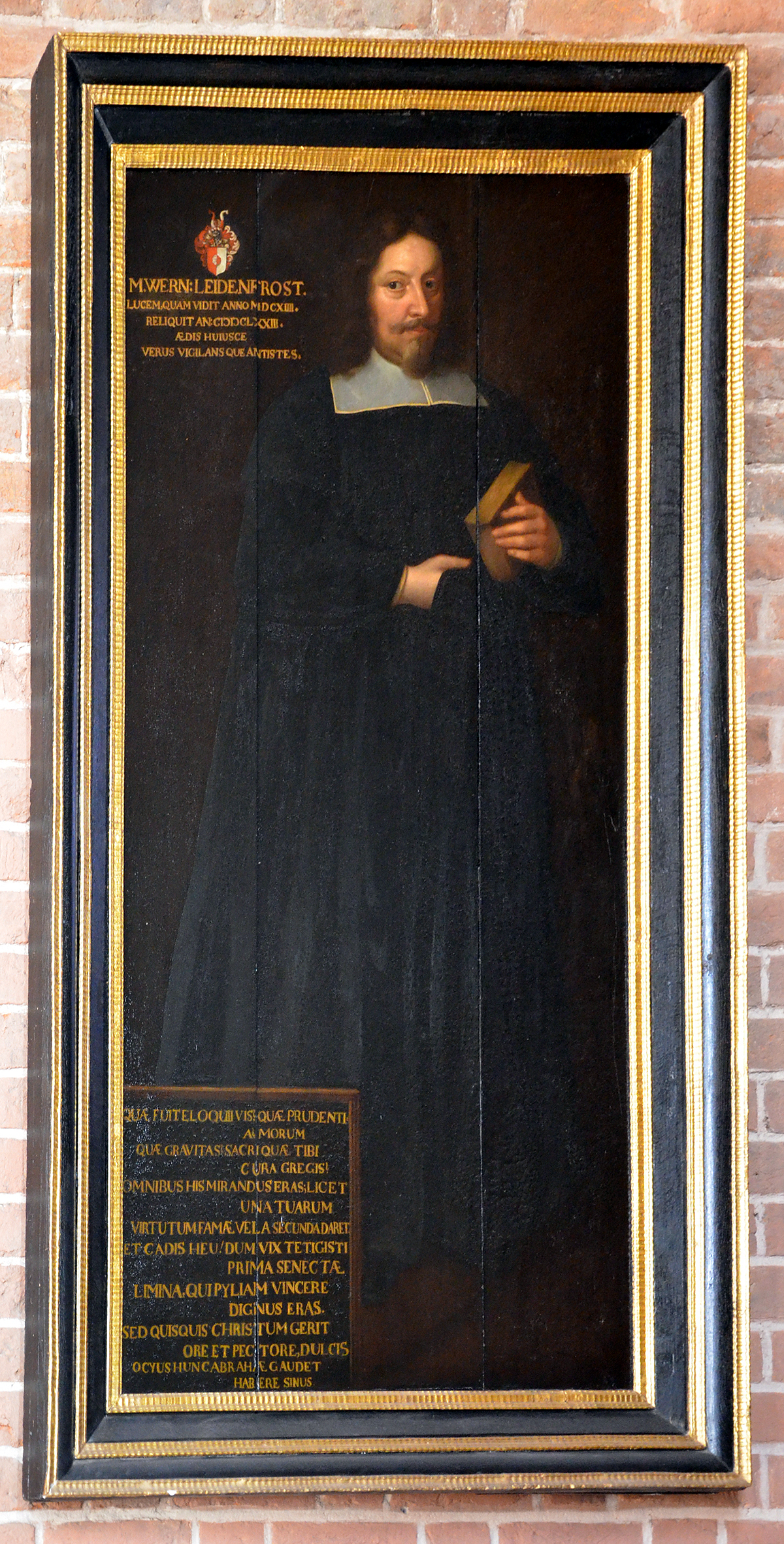
Der Pastor Werner Leidenfrost (1614–1673) war ab ca. 1640 elf Jahre lang Konrektor der Lateinschule

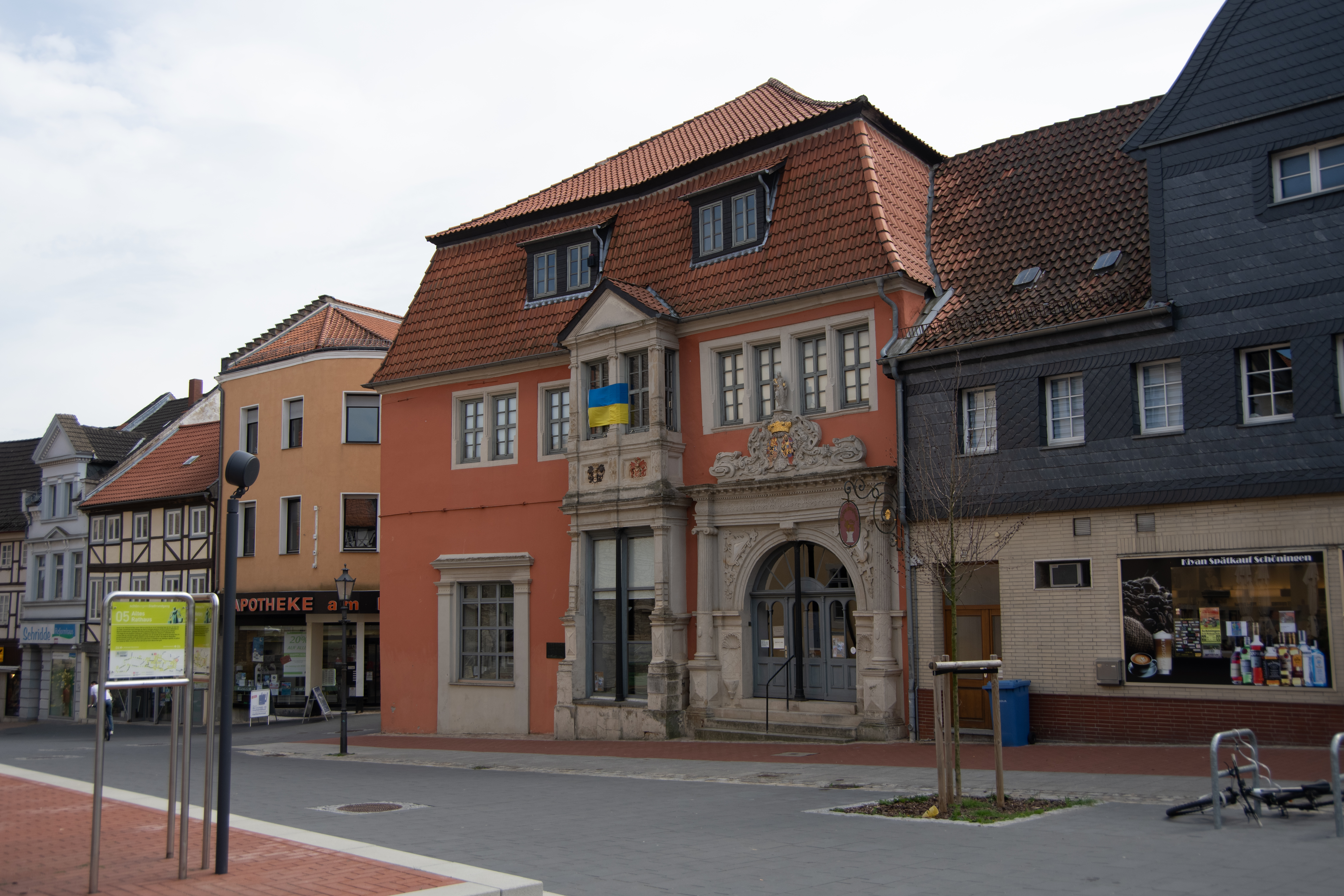
Die von Herzogin Anna Sophia gestiftete und barock umgestaltete Lateinschule Anna-Sophianeum ist heute städtisches Heimatmuseum

Im Dreißigjährigen Krieg erwarb die braunschweigische Herzoginwitwe Anna Sophia von Brandenburg 1638 das Gebäude „Markt 33“, das heutige Heimatmuseum, um dort eine Lateinschule einzurichten. Ostern 1640 wurde der Schulbetrieb aufgenommen. Von 1717 bis 1747 wurde die Schule von Sigismund Andreas Cuno und dem Konrektor Johann Friedrich Nolte geleitet.
Am 5. November 1808 wurde das Gymnasium unter der Leitung von Dietrich Joachim Theodor Cunze, auch „lateinische“ oder „fürstliche Schule“ genannt, durch ein Dekret des Königs von Westfalen, Jérôme, den Bruder Napoleons, aufgehoben. Die Schule wurde als Stadtknabenschule weitergeführt, doch eine höhere Schulbildung konnte erst 1842 wieder erreicht werden.
Ab 1842 wurden „Nebenklassen“ an der Knaben- und Mädchenschule eingerichtet, in denen befähigte Schülerinnen und Schüler in mehreren Stunden in der Woche Zusatzunterricht in Latein, Englisch und Französisch erhielten. Ab 1883 wurden diese Klassen auch Selekta genannt. Die Nebenklassen wurden allmählich von der I. Knabenbürgerschule getrennt und zu einem selbständigen Schulzweig unter dem Namen „Progymnasium“ oder „Realgymnasium“ zusammengefasst.
An Ostern 1890 wurde ein gymnasialer Schulzweig eröffnet. Der gymnasiale Schulzweig umfasste die Klassen Sexta, Quinta, Quarta. Er sollte Schülern den Übergang in die Tertia des Helmstedter Gymnasiums ermöglichen.
Dieser Unterricht des Progymnasiums fand von 1890 bis 1882 in den Räumen der städtischen Bürgerschulen statt. Von 1892 bis 1903 befand sich dieser Schulzweig in gemieteten Räumen im Hause Heinrich-Jasper-Str. 9, und von 1903 bis 1912 im 1. Stock des „Roten Gebäudes“ Ecke Schulstraße/Schützenbahn. 1912 erhielt die Schule ein eigenes Gebäude in der Schützenbahn, das heute als Grundschule genutzt wird. Die Schule heißt jetzt „Städtische Realschule“.
Am 1. September 1910 bekam die Schule einen eigenen Direktor, Heinrich Hamel, nachdem die Schule von dem Direktor der Bürgerschulen bis dahin mit verwaltet wurde. Am 1. Oktober 1910 wurde die Herzogliche Oberschulkommission vorgesetzte Behörde. Dies wird als das eigentliche Gründungsdatum der Schule gesehen.
Ab 1911 bis 1913 erfolgte ein schrittweiser Ausbau zu einer sechsklassigen Realschule. Die Schule umfasste ab 1913 die Klassen von der Sexta bis zur Prima.
Ostern 1914 verließen vier Schüler nach bestandener Prüfung die sechsklassige Anstalt. Ab 1926 bis 1928 erfolgte der Aufbau einer Oberstufe. Im März 1928 legten zum ersten Mal acht Jungen und ein Mädchen in Schöningen ihre Abitur-Prüfung ab.
1932 wurde die Oberstufe wieder abgebaut, 1934 erfolgte die letzte Abiturprüfung, doch 1937 wurde die Oberstufe wieder aufgebaut. Seit 1938 führte die Schule die Bezeichnung „Städtische Oberschule“. Die erste Abiturprüfung nach Wiedereinführung der Oberstufe fand im Jahr 1939 statt.
1955 wurden die Oberschulen in Gymnasien umbenannt. Zu Ehren der Gründerin der „Hohen Schule“, Markt 33, nennt sich das Schöninger Gymnasium seit 1956 Gymnasium Anna-Sophianeum.
Nun hat das Anna-Sophianeum ca. 750 Schüler.

## Besonderheiten
- Schon früh (ab 1976) wurde an der Schule ein Informatikunterricht mit eigenen Computern angeboten.
- Das Anna-Sophianeum unterhält Kontakte zu fünf Partnerschulen in Frankreich, Polen, Finnland, Spanien und Bulgarien. Es kommt zu einem regelmäßigen Schüleraustausch mit den Partnerschulen.
- Das Anna-Sophianeum sticht mit seinen vielfältigen Auslandsfahrten in das europäische Ausland weit hervor. Angeboten werden u. a. Österreich, Finnland, Großbritannien, Frankreich, Spanien sowie eine mögliche Fahrt ins Ausland des Abschlussjahrganges

## Auszeichnungen

### 2019
- Auszeichnungen für Schüler bei Jugend forscht
- Auszeichnung durch den Niedersächsischen Musikverband mit dem Nimbus-Zertifikat

### 2018
- Auszeichnung als Europaschule in Niedersachsen

### 2017
- Umweltschule in Europa

### 2015
- Erster Platz auf der IdeenExpo in Hannover

### 2011
- Gewinner des Regionalen Bildungspreises 2011 (Platz 1 in der Kategorie Jugendliche)
- Jugend trainiert für Olympia: Handball, Fußball, Hockey[3]

## Ehemalige Schüler
- Heinrich Carl Wilhelm Abich (1772–1844), Bergbeamter
- Sigismund Andreas Cuno (1675–1747), Pädagoge und Heimatforscher
- Winfried Döbertin (1932–2016), Historiker, Politologe und Pädagoge
- Hermann Ebeling (1909–1980), Pädagoge, Journalist und Hochschullehrer
- Udo Köneke (* 1938), Politiker
- Christian Kurts (* 1964), Immunologe
- August Lafontaine (1758–1831), Schriftsteller
- Gerald Lembke (* 1966), Betriebswirtschaftler und Fachbuchautor
- Johann Balthasar Lüderwald (1722–1796), Theologe
- Johann Balthasar Lüderwald (1722–1796), Theologe
- Christoph Lütge (* 1969), Philosoph und Wirtschaftsinformatiker
- Philipp Ludwig Probst (1633–1718), Grundgelehrter, Politiker, Erbherr
- Georg Ruppelt (* 1947), Bibliothekar und Sachbuchautor
- Friedrich August Wiedeburg (1751–1815), Lehrer und Pädagoge

## Ehemalige Lehrer
- Dietrich Joachim Theodor Cunze (1760–1822), Geistlicher, Pädagoge und Philologe
- Werner Leidenfrost (1614–1673), evangelischer Theologe
- Georg Anton Christoph Scheffler (1762–1825), Pädagoge